# Ormosia nantaisana
Ormosia nantaisana är en tvåvingeart som beskrevs av Alexander 1921. Ormosia nantaisana ingår i släktet Ormosia och familjen småharkrankar. Inga underarter finns listade i Catalogue of Life.